# Gliese 777
Gliese 777, velikokrat označena kot Gl 777 in/ali GJ 777, je rumena podorjakinja oddaljena približno 52 svetlobnih let v ozvezdju Laboda. Sistem je tudi dvozvezdje, ki ga sestavljata dve zvezdi in morda še tretja. Okrog glavne zvezde krožita dva zunajosončna planeta.
Koordinati:  20h 03m 37.41s, +29° 53′ 48.50″